# Баллангруд, Ивар
Ивар Баллангруд (норв. Ivar Eugen Ballangrud, 7 марта 1904, Луннер — 1 июня 1969, Тронхейм) — норвежский конькобежец, четырёхкратный олимпийский чемпион, многократный чемпион мира и Европы, рекордсмен мира.
Ивар Баллангруд был одним из лучших конькобежцев мира на протяжении 15 лет с 1924 по 1939 годы.
Первую золотую олимпийскую медаль Баллангруд выиграл на дистанции 5000 метров на зимних Олимпийских играх в Санкт-Морице в 1928 году. На этих же играх он выиграл бронзовую медаль на дистанции 1500 метров.
На Олимпийских играх 1932 года в Лэйк-Плэсиде Баллангруд завоевал серебряную медаль на дистанции 10.000 метров.
На зимних Олимпийских играх 1936 года в Гармиш-Партенкирхене Баллангруд выиграл три золотые олимпийские медали на дистанциях: 500, 5000 и 10 000 метров. На этих же играх он выиграл серебряную медаль на дистанции 1500 метров.
Баллангруд был четырёхкратным чемпионом мира (1926, 1932, 1936 и 1938), четырёхкратным чемпионом Европы (1929, 1930, 1933 и 1936) и пятикратным чемпионом Норвегии (1926, 1929, 1930, 1936 и 1939) в конькобежном многоборье.

## Мировые рекорды
Ивар Баллангруд — пять раз устанавливал мировые рекорды:
- 5000 метров 8:24,2 19 января 1929 года, Давос
- 5000 метров 8:21,6 11 января 1930 года, Давос
- 3000 метров 4:49,6 29 января 1935 года, Давос
- 5000 метров 8:17,2 18 января 1936 года, Осло
- 10000 метров 17:14,4 6 февраля 1938 года, Давос

## Лучшие результаты
Лучшие результаты Ивара Баллангруда на отдельных дистанциях:
- 500 метров — 42,70 (1939 год)
- 1000 метров — 1:30,80 (1930 год)
- 1500 метров — 2:14,00 (1939 год)
- 3000 метров — 4:49,60 (1935 год)
- 5000 метров — 8:17,20 (1936 год)
- 10000 метров — 17:14,40 (1938 год)